# Månlandare

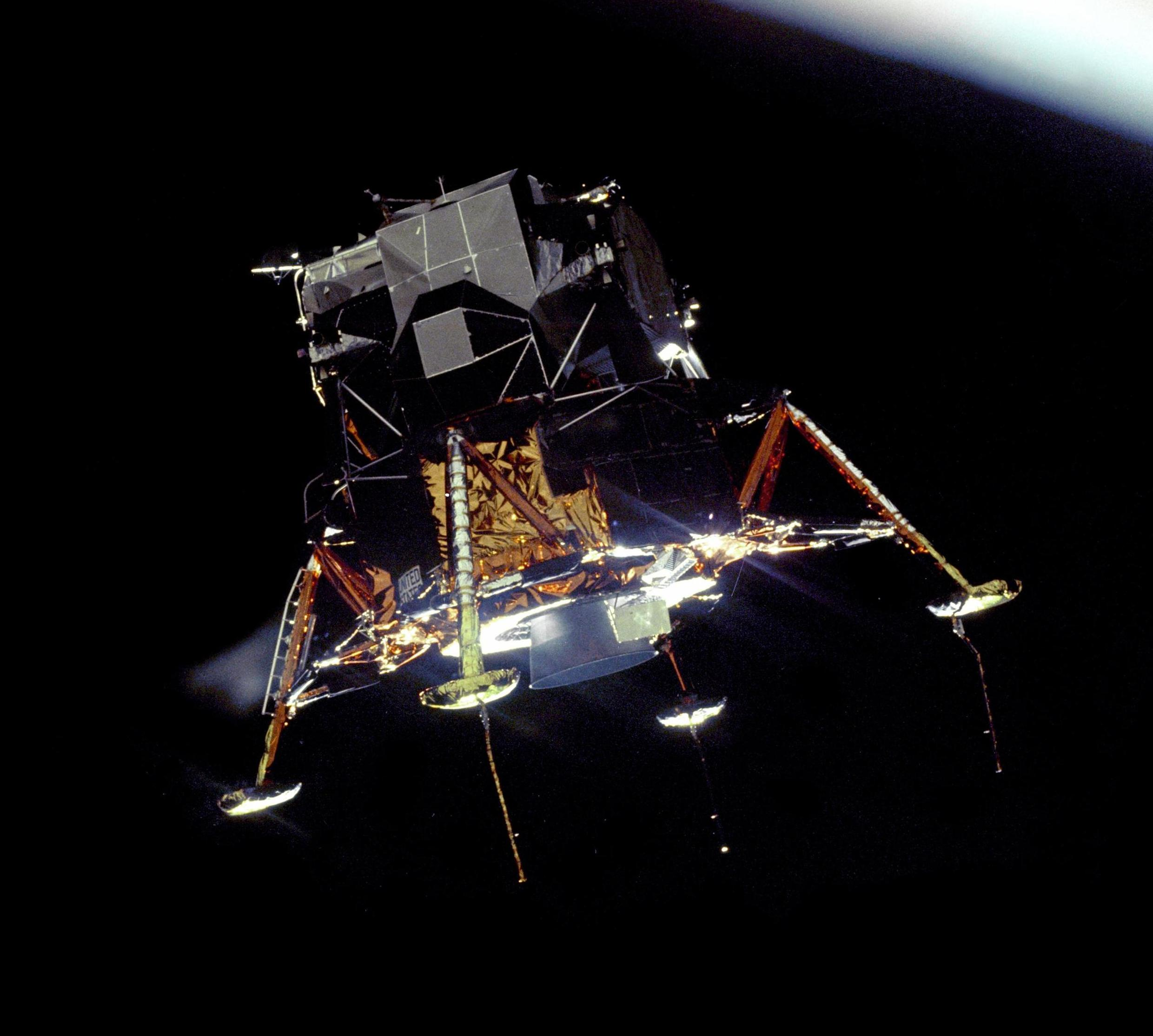
Månlandaren Eagle av typen Apollo LM som genomförde den första bemannade månlandningen som en del av Apollo 11 i juli 1969.

En månlandare är en rymdfarkost avsedd för nedstigning mot och landning på månen.

## Rymdkapplöpningen
Det enda exemplet på en bemannad månlandare som använts är Apollo LM vilken användes under Apolloprogrammet. Ett annat exempel på en bemannad månlandare är det sovjetiska rymdprogrammets månlandare LK (ЛК, förkortning av Лунный корабль - månfarkost) som emellertid aldrig använts. 

## Artemisprogrammet
Som en del av det pågående (2019) Artemisprogrammet kommer en ny månlandare utvecklas; NASA begärde för detta ändamål in förslag från privata företag.. Den 16 april 2021 meddelades att NASA antagit SpaceX förslag, baserat på Starship-konceptet, Starship HLS. Detta beslut överklagades sedan till USA:s federala revisionsmyndighet Government Accountability Office av de två övriga anbudsgivarna, Dynetics och Blue Origin.